# Valencia (jezioro)
Valencia (hiszp. Lago de Valencia) – jezioro w północnej Wenezueli, w Górach Karaibskich.
Jezioro Valencia nie jest zasilane wodami powierzchniowymi. Poziom jeziora obniża się rocznie o ok. 12 cm. Znajduje się na nim 6 wysp. Woda z jeziora jest wykorzystywana do nawadniania.